# BACK BEATs ＃2〜Maki Ohguro&Staff Works〜
『BACK BEATs #2 〜Maki Ohguro&Staff Works〜』（バック・ビーツ・シャープツー マキ オオグロ アンド スタッフ ワークス）は、大黒摩季のベスト・アルバム。

## 概要
大黒摩季がビーイングを離れた後に発売された大黒摩季非公認のベスト・アルバム。シングル「雪が降るまえに」（東芝EMI）と同時発売となった。
ビング・クロスビーのカバー「White Christmas」はこのアルバムがCD初収録となった。また、「夏が来る」「永遠の夢に向かって」「ら・ら・ら」の3曲はライブ・バージョンを収録している。
当作品以前の作詞クレジットは大黒の単独表記であったが、当アルバムでは「ビーイングスタッフ・大黒摩季」となっており（購入しなくてもジャケット裏面にも表記されているのが確認出来る）、以降ビーイングより発売された大黒のアルバムは大黒が2016年にビーイングに復帰するまで同様の表記に変更されている。
「いちばん近くにいてね」に至っては作曲にもビーイングスタッフ表記があるが、これは本作のみで他作品では見られない特徴である。
また、アルバムに使用されている写真も写りの悪いものが多い上にライブ音源もあまりいいテイクが使われていない。

## 収録曲
| #   | タイトル                                                                                                 | 作詞                                  | 作曲                         | 編曲       | 時間 |
| --- | --- | ------------------------------------- | ---------------------------- | ---------- | ---- |
| 1.  | 「DA・KA・RA」                                                                                           | ビーイングスタッフ・大黒摩季          | 大黒摩季                     | 葉山たけし | 3:23 |
| 2.  | 「あなただけ見つめてる」                                                                                 | ビーイングスタッフ・大黒摩季          | 大黒摩季                     | 葉山たけし | 4:43 |
| 3.  | 「夏が来る (LIVE Version) : LIVE NATURE #2 "BEST BEATs" 仙台グランディ21 : 1998.9.11」                   | ビーイングスタッフ・大黒摩季          | 大黒摩季                     | 葉山たけし | 4:58 |
| 4.  | 「永遠の夢に向かって (LIVE Version) LIVE NATURE #1 "POWER OF DREAMS" 横浜アリーナ : 1997.11.2 : 初収録」 | ビーイングスタッフ・大黒摩季          | 大黒摩季                     | 葉山たけし | 4:54 |
| 5.  | 「ら・ら・ら (LIVE Version) LIVE NATURE #1 "POWER OF DREAMS" 横浜アリーナ : 1997.11.2 : 初収録」         | ビーイングスタッフ・大黒摩季          | 大黒摩季                     | 葉山たけし | 4:32 |
| 6.  | 「いちばん近くにいてね」                                                                                 | ビーイングスタッフ・大黒摩季          | ビーイングスタッフ・大黒摩季 | 葉山たけし | 4:51 |
| 7.  | 「愛してます」                                                                                           | ビーイングスタッフ・大黒摩季          | 大黒摩季                     | 葉山たけし | 4:49 |
| 8.  | 「あぁ」                                                                                                 | ビーイングスタッフ・大黒摩季          | 大黒摩季                     | 葉山たけし | 4:32 |
| 9.  | 「アンバランス」                                                                                         | ビーイングスタッフ・大黒摩季          | 大黒摩季                     | 葉山たけし | 5:15 |
| 10. | 「太陽の国へ行こうよ すぐに〜空飛ぶ夢に乗って〜」                                                        | ビーイングスタッフ・大黒摩季・AZUKI七 | 大野愛果                     | 葉山たけし | 4:56 |
| 11. | 「夢なら醒めてよ」                                                                                       | ビーイングスタッフ・大黒摩季          | 大黒摩季                     | 葉山たけし | 3:37 |
| 12. | 「White Christmas」(カバー曲)                                                                            | アーヴィング・バーリン                | アーヴィング・バーリン       | 寺島良一   | 2:02 |